# Helmut Bräutigam (Fußballspieler)
Helmut Bräutigam (* 6. Juni 1930; † 9. Dezember 2022) war ein deutscher Fußballspieler.

## Werdegang
Der aus dem Vogtland stammende Bräutigam begann als Jugendlicher beim Plauener SuBC und wechselte 1948 zu Minden 05. In der Saison 1950/51 absolvierte er zwei Spiele in der seinerzeit erstklassigen Oberliga Nord für Eintracht Braunschweig. Anschließend wechselte Bräutigam zum VfL Wolfsburg, mit dem er im Jahre 1954 den Aufstieg in die Oberliga Nord schaffte. Bis zum Abstieg im Jahre 1959 hütete Bräutigam das Tor der „Wölfe“ und kam in dieser Zeit auf 87 Oberligaeinsätze. Der gebürtige Plauener, der 42 Jahre lang bei Volkswagen tätig war, machte sich beim VfL einen Namen als äußerst robuster Schlussmann und hatte entscheidenden Anteil daran, dass sich die Grün-Weißen bis 1959 in der Erstklassigkeit hielten.
Zum VfL Wolfsburg pflegte Bräutigam bis zuletzt einen intensiven Kontakt und war speziell bei der Aufarbeitung der Vereinsgeschichte der Redaktion sowie auch allen anderen im Verein Mitarbeitenden seit Jahren eine zuverlässige Stütze.